# Grace (이수영의 노래)
〈Grace〉는 2006년에 발표된 대한민국의 가수 이수영의 7집 정규 음반 《Grace》의 타이틀곡이다. 이별에 아파했던 한 여자가 과거의 상처는 모두 잊고 극복하여 자기만의 삶을 살겠다는 당찬 포부가 들어간 내용을 토대로 가사가 만들어졌으며, 작사의 경우 이수영이 직접 맡아 화제가 되기도 했다. 또한 이수영은 이 곡을 통해 《SBS 인기가요》에서 뮤티즌송을 2주 연속으로 수상하는 영광을 안았다.